# Eurytoma eugeniae
Eurytoma eugeniae är en stekelart som beskrevs av Jean Risbec 1952. Eurytoma eugeniae ingår i släktet Eurytoma och familjen kragglanssteklar.
Artens utbredningsområde är Madagaskar. Inga underarter finns listade i Catalogue of Life.